# تشيرمي
تشيرمي هي قرية تقع في إقليم أراد في رومانيا. تبعد عن أراد 67 كم.

## السكان
حسب إحصائيات 2002 بلغ عدد سكان القرية 2,856 نسمة.